# 緊湊緲子線圈

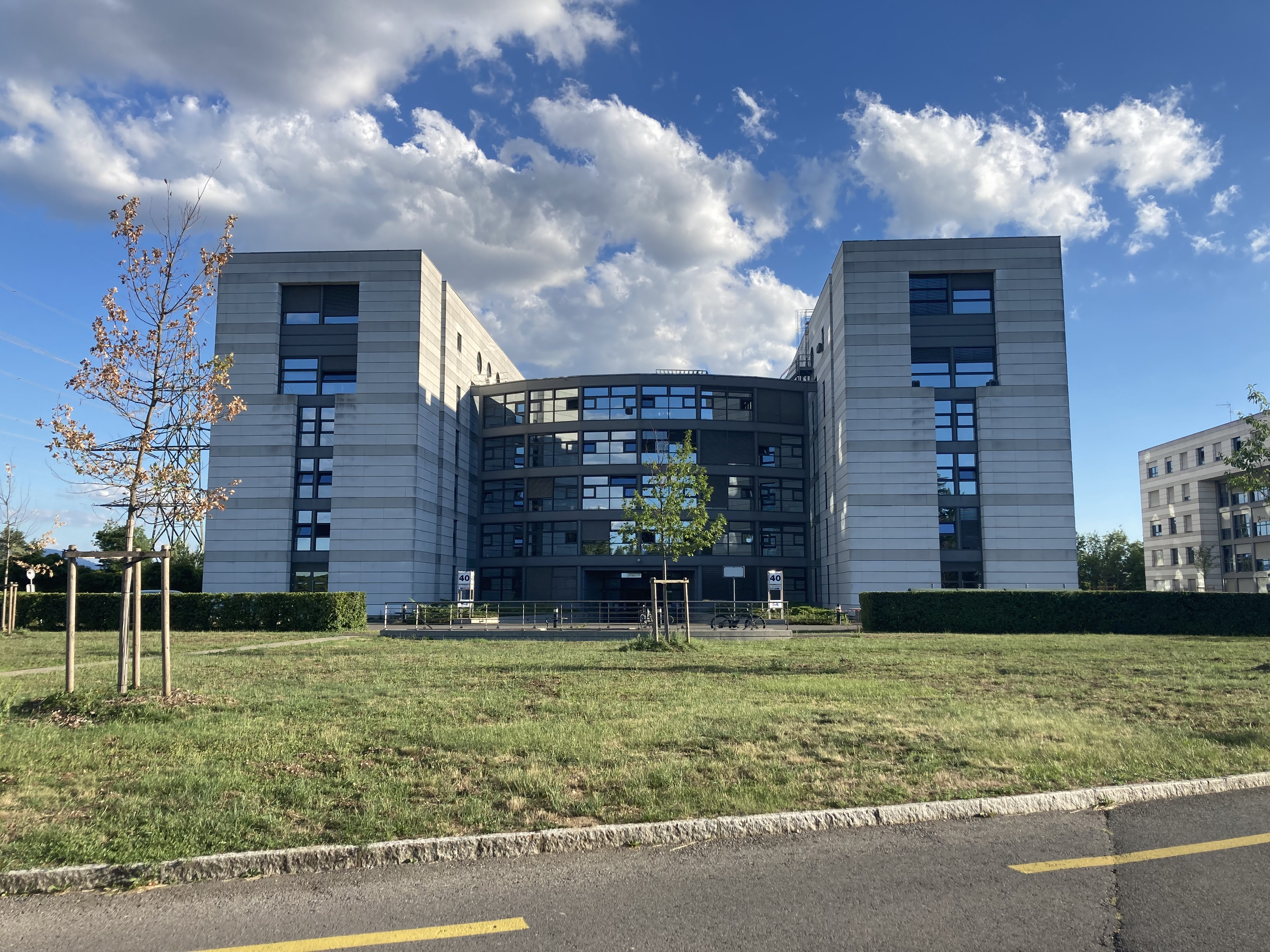
緊湊緲子線圈實驗團隊總部。

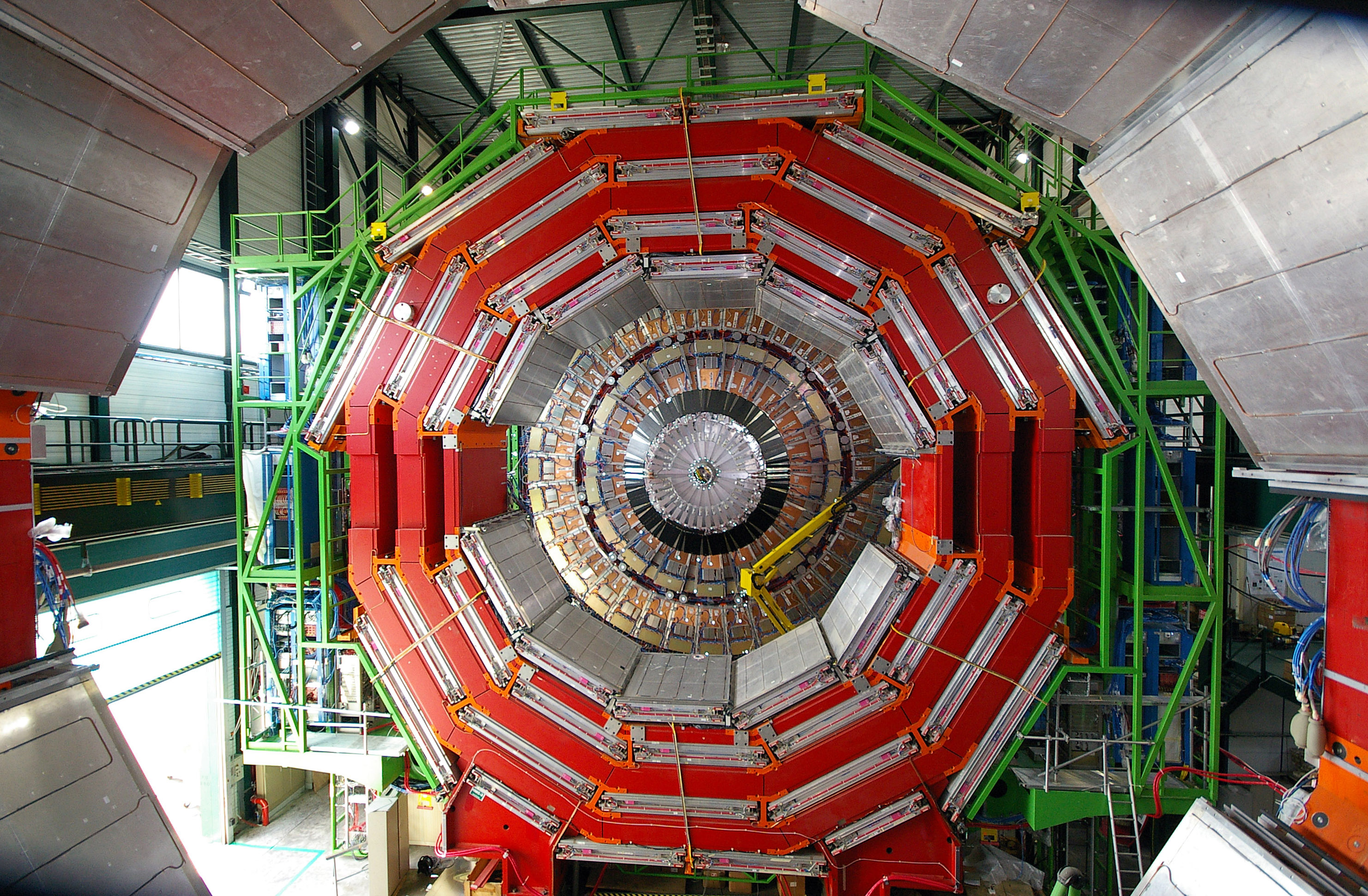
緊湊緲子線圈偵測器，右下方的梯子凸顯出尺寸大小。

緊湊緲子線圈（CMS），瑞士歐洲核子研究組織CERN的大型強子對撞機計劃的兩大通用型粒子偵測器中的一個。直至2006年，已有約2300位來自159個不同的研究機構的科學家，共同參與建設。CMS將建在法國塞西的地下洞穴中，剛好跨過瑞士日內瓦的邊境。完成後的偵測器將是一個長約21公尺，直徑約16公尺的筒狀的結構，重量達12500公噸（這也是其名稱的由來）。

## 實驗目標
CMS 實驗的主要目標包含了:
- 探索TeV級能量下的物理現象
- 發現希格斯粒子
- 尋找超對稱物理的證據
- 研究重離子對撞實驗

## 重點特色
CMS 偵測器的特色在於:
- 相對小型的尺寸
- 強力磁場線圈
- 為追蹤緲子軌跡最佳化

## 偵測器概觀
CMS 是設計成一個通用型的偵測器，用來研究LHC加速器所提供的 14 TeV 質心能量下質子對撞的物理。其子偵測器包含了用來量測在對撞後所產生的光子, 電子, 緲子等粒子的能量與動量的設備。位於最內層的偵測器為由矽晶片所構成的軌跡追跡系統。環绕其外的則是由閃爍體所構成，用來量測能量的電磁量能器(electromagnetic calorimeter)，與之外三明治結構的強子取樣量能器(sampling calorimeter)。由於追跡系統與量能器的緊湊型設計，CMS 用來產生 4 T(特斯拉)的強力磁場線圈可以將上述兩偵測器包覆於其中。於線圈外的則是大型的緲子偵測器，同時包夾於構成磁場線封閉循環的鐵芯(return york)之中。如此構成 CMS 的全名：緊湊緲子線圈。

## 路徑探測器
路徑探測器(Tracker)的功用是記錄帶電粒子的飛行軌跡。由於帶電粒子在磁場中會受勞侖茲力影響而轉彎，因此藉由軌跡可回推帶電粒子的動量(路徑越彎，動量越少)，而粒子的動量大小對於研究粒子的性質有很大的影響。CMS的路徑探測器是由純矽製作，可分為Pixel和Strips。
Pixel位於最內三層，每個元件大小為100μm×150μm，由於單位元件夠小，Pixel能給定相當精確的路徑起始點。
在三層Pixel外的是Strips，共有十層。內四層每個元件大小為10cm×180μm，外六層每個元件大小為25cm×180μm。Strips的功用主要是給出粗略的路徑位置。由三層Pixel加上十層Strips，共十三個點，可決定一條相當清楚的路徑。

## 電磁量能器
CMS 的電磁量能器 (Electromagnetic CALorimeter, ECAL)使用了約 80,000 支钨酸铅晶體所構成，晶體的特色為高密度與高透光度，類似於一般常見的鉛玻璃。这些晶体由Bogoroditsk Techno-Chemical Plant和中科院上海硅酸盐所提供。當電子或光子穿過晶體的時候，會與材料發生反應，由制動輻射與粒子對生與湮滅造成所謂的簇射 (radiation shower) 現象。這個釋放出來的能量，會使得晶體中的電子躍遷而發光，然後由附於晶體表面的光偵測器所量測，轉換成的電子訊號經校正後可以用來推估原入射粒子的能量大小。

## 磁鐵
就如同其他的粒子物理偵測器，CMS 有著一個大型的磁鐵線圈。藉由量測帶電粒子通過磁場時軌跡的曲率半徑，可以決定其所帶電性與動量。CMS 的磁鐵長13公尺，直經6公尺，其鈮鈦線圈需要冷卻至低溫超導態，以提供4 T強度的磁場。

## 新聞報導
CMS 最大的一個組件YB0於當地時間2007年2月28日下午六時(CET)，成功的被放置到位於法國的塞西地下100公尺深的實驗洞穴中(UXC)。該組件包含了一節的緲子偵測鐵芯，以及目前世界最大的的超導磁鐵，總重量約為1920公噸，相當於五架巨無霸噴射機的總和。除了重量上的困難度，該組件有17公尺寬，與洞穴壁面的距離只有約20公分。工程人員使用了四條巨大55股的纜繩，以每分鐘15公分的速度降下，共耗時10小時才完成這項艱鉅的任務。計有包含了BBC、國家地理、路透社等多家新聞媒體報導此一事件。
- CMS 官方新聞發佈網頁
- CMS 網路攝影機
- BBC 新聞報導 （页面存档备份，存于）
- 聯合新聞網 宇宙大爆炸揭秘實驗 台灣任要角
- 葉平 網誌 （页面存档备份，存于）

## 參閱
- 探尋希格斯玻色子時間軸

### 引用
1. ↑  R W Novotny, D Bremer, V Dormenev等,  5, Journal of Instrumentation, 2010  [2017-05-26], （原始内容存档于2018-07-27）

## 外部連結
- CMS 首頁
- 接觸 CMS
- CMS 月刊(英文)